# 岩井町 (千葉県)
岩井町（いわいまち）とは、かつて千葉県安房郡に存在していた町。旧町域は現在の南房総市の北西部にあたる。
1889年の町村制施行にともない岩井村として発足（当初は平郡所属）、1928年に町制を施行した。昭和の大合併により富山町の一部となり廃止された。

## 地理
1926年（大正15年）時点の岩井村は、北に勝山村・佐久間村、東に平群村、南は富浦村・八束村に接していた:1048。当時、村は久枝（くし）・市部（いちぶ）・竹内（たけのうち）・高崎（たかさき）・小浦（こうら）・宮谷（みやのやつ）・合戸（ごうど）・二部（にぶ）・検儀谷（けぎや）の9区に分けられた:1048。

## 歴史
1897年（明治30年）以前は平郡に属していた地域である。古くは岩井郷と呼ばれていた:1048。
1878年（明治11年）、千葉県に郡区町村編制法が施行されると、市部村・久枝村の連合（連合戸長役場）、高崎村と小浦村の連合、二部村と検儀谷原村の連合、合戸村・宮谷村・竹内村の連合が成立した。1884年（明治17年）に戸長役場の管轄変更が行われた際に、高崎村・小浦村連合以外の7か村が1つの連合にまとまった。
1889年（明治22年）、町村制の施行にともない、市部・久枝・検儀谷原・二部・合戸・宮谷・竹内・高崎・小浦の9か村が合併し、岩井村が発足。新村名は、これらの村々がかつて岩井郷と呼ばれていたことに由来する。
1918年（大正7年）8月10日、木更津線（現内房線）安房勝山駅 - 那古船形駅間が延伸した際、市部に岩井駅が開業した。
1928年（昭和3年）、町制を施行し岩井町が発足。
1955年（昭和30年）、岩井町・平群村が合併して富山町が発足した（新設合併）。富山町は、2006年（平成18年）に南房総市の一部となった。

### 行政区画・自治体沿革
- 1889年（明治22年）4月1日 - 町村制施行により、久枝村、市部村、竹内村、高崎村、小浦村、宮谷村、合戸村、二部村、検儀谷原村が合併し、平郡岩井村が発足。
- 1897年（明治30年）4月1日 - 平郡が統合されて安房郡となる。
- 1928年（昭和3年）11月10日 - 町制を施行し岩井町が発足。
- 1955年（昭和30年）2月11日 - 平群村と合併して富山町を新設。同日岩井町廃止。

## 経済
1888年（明治21年）に記された分合取調文書によれば、住民はおおむね農業で生計を立てていたとある。
1926年（大正15年）の『安房郡誌』によれば、村は海に面しているが漁業は振るわないとある:1050。主要産業は農業であり、蔬菜や果樹の栽培が盛んである:1050。副業としては養蚕・畜産が挙げられている:1050。

## 交通

### 鉄道
- 国鉄（現JR東日本）
  - 房総西線（現内房線） - 岩井駅

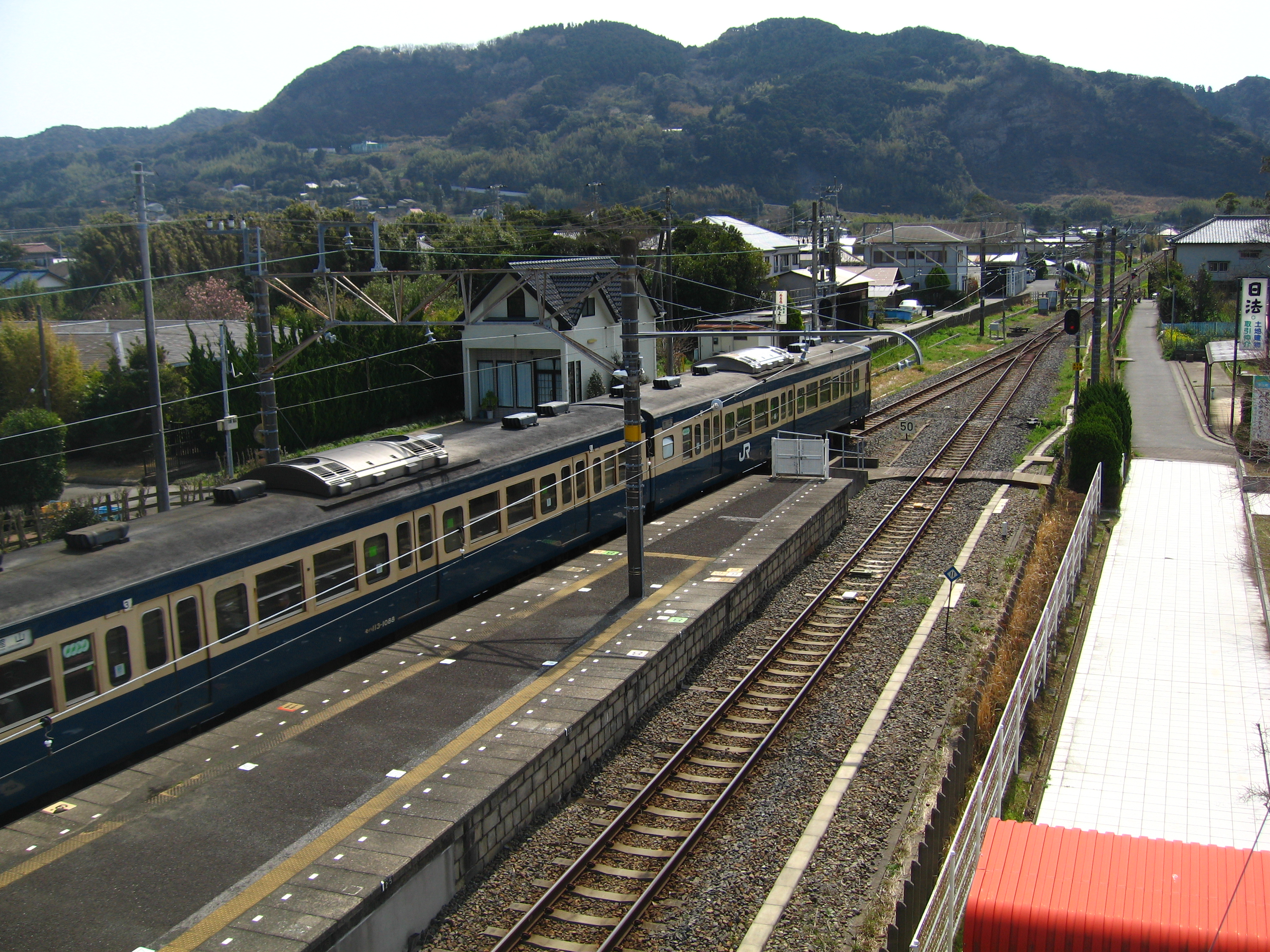
岩井駅（2010年）、南方向から。

中心となる現在の内房線岩井駅は、現在では特急さざなみの定期列車が全列車停車する主要駅である。

### 道路
- 国道127号

## 名所・旧跡・祭事
- 富山[1]:1050
- 福聚院（市部）
  - 山門は、酒井忠朝（1619年 - 1662年）の屋敷門を移設したもの。忠朝は小浜藩世子・幕府若年寄であったが失脚し、市部で蟄居し没した人物。忠朝の子の酒井忠国は、のちに安房勝山藩主として当地の領主となった。